# Ágora Corretora
A Ágora Corretora de Títulos e Valores Mobiliários S.A. é uma corretora de valores brasileira, fundada em 1993, sendo uma das maiores instituições financeiras do país, detendo a terceira maior fatia de mercado.

## História

### 1993
A Ágora Corretora de Títulos e Valores Mobiliários foi fundada em 1993 por Roberto Campos Rocha e Selmo Nissenbaum e iniciou suas atividades no mercado de capitais com foco no investidor institucional estrangeiro, mas ampliou sua área de atuação, passando a atender também ao investidor institucional doméstico.

### 2000
A Ágora lança a ferramenta para a realização de operações na Bolsa, através da Internet, a VipTrade.

### 2001
A Corretora fundiu suas atividades com a Sênior Corretora, empresa fundada em 1987. Surgindo então a Ágora Senior Corretora de Títulos e Valores Mobiliários.

### 2002
A Ágora Senior abre sua primeira filial em Ribeirão Preto.

### 2004
Nova filial da Ágora Senior em Campinas e em Belo Horizonte (Ex Exata). Absorção das operações da Égide Corretora de Títulos e Valores Mobiliários, e conseqüentemente, suas filiais: Centro e Barra da Tijuca no Rio de Janeiro, e Juiz de Fora. Consolidação do projeto de expansão com a abertura de novas filiais: Brasília, Porto Alegre, Curitiba e Florianópolis.

### 2005
Parceria com a Opus Participações, que passou a deter 23% do capital da Ágora Senior. Mudança de endereço da Matriz: do Leblon para Botafogo. União dos sites Ágora Senior e VipTrade, formando o Portal Ágora. Encerramento das atividades na filial Porto Alegre.

### 2006
As cores e a logomarca passaram de Ágora Senior para apenas  Ágora. Abertura de nova filial em Nova Iorque. Aumento na participação societária da Opus, que passa a deter 53% do capital da Ágora e a mesma passa a obter 47% da Opus Gestão de Recursos, empresa de gestão de recursos do Grupo Opus. Encerramento das atividades nas filiais Curitiba, Ribeirão Preto e Barra da Tijuca / RJ.

### 2007
A Ágora é certificada pela BM&F em todas as categorias em que atua: Web Broker, Execution Broker, Carrying Broker and Retail Broker.

### 2008
O Banco Central aprova a aquisição da Ágora Holdings pelo Banco Bradesco de Investimento (BBI) no dia 5 de setembro.

### 2019
O Bradesco anunciou a retomada da operação da corretora Ágora, investindo R$ 150 milhões para relançar a plataforma que passa a ser a plataforma de investimentos para os clientes pessoas físicas do banco.